# Oľga Haláková
Oľga Haláková (* 9. července 1948 Bratislava) je česká politička, v letech 2000 až 2008 a opět v letech 2016 až 2024 zastupitelka Karlovarského kraje (navíc v letech 2020 až 2024 radní kraje), v letech 2006 až 2018 starostka města Bečov nad Teplou, členka KDU-ČSL.

## Život
Vystudovala Střední školu uměleckoprůmyslovou v Bratislavě (obor výtvarné zpracování keramiky), následně se živila jako výtvarnice se zaměřením na medailérství a keramiku. Působila také jako učitelka výtvarného oboru Základní umělecké školy v Bečově nad Teplou.
Angažuje se také v Asociaci nevládních neziskových aktivit Karlovarského kraje a v Bečovském občanském sdružení Archa. Je členkou Správní rady Nadace Georgia Agricoly Slavkovský les a členkou předsednictva Sdružení historických sídel Čech, Moravy a Slezska.
Oľga Haláková je vdaná a má dvě děti.

## Politické působení
V komunálních volbách v roce 1994 úspěšně kandidovala jako nestraník za subjekt "Sdružení KDU-ČSL, NK" do Zastupitelstva města Bečova nad Teplou. V komunálních volbách v roce 1998 (nestraník za KDU-ČSL) a v komunálních volbách v roce 2002 (už jako členka KDU-ČSL) se sice do zastupitelstva nedostala, ale vzhledem k tomu, že vždy skončila jako první náhradník a vždy se někdo předcházející mandátu vzdal, tak působila jako zastupitelka v podstatě nepřetržitě. V komunálních volbách v roce 2006 uspěla na kandidátce subjektu "Volba pro Bečov - sdružení KDU-ČSL, ODS, NK" a mandát obhájila v komunálních volbách v roce 2010, když kandidovala za subjekt "Volba pro Bečov - sdružení KDU-ČSL, SZ, NK". V roce 2006 byla navíc zvolena starostkou města Bečova nad Teplou (funkci v roce 2010 obhájila). Opět uspěla i v komunálních volbách v roce 2014, když jako členka KDU-ČSL vedla kandidátku subjektu Volba pro Bečov a byla zvolena zastupitelkou města. Následně byla již po třetí zvolena starostkou města. Za uskupení Volba pro Bečov byla jako členka KDU-ČSL zvolena zastupitelkou města rovněž ve volbách v roce 2018. Skončila však ve funkci starostky a jejím nástupcem se v prosinci 2018 stal Miroslav Nepraš. Následně se stala 1. místostarostkou města.
Do vyšší politiky vstoupila v krajských volbách v roce 2000, když úspěšně kandidovala za KDU-ČSL (v rámci Čtyřkoalice) do Zastupitelstva Karlovarského kraje. Uspěla i v krajských volbách v roce 2004, kdy kandidovala jako lídryně za Koalici pro Karlovarský kraj (KDU-ČSL, SZ). V krajských volbách v roce 2008 však jako kandidátka Koalice pro Karlovarský kraj (KDU-ČSL, HNHRM) neuspěla. Podobně neuspěla ani v krajských volbách v roce 2012 jako kandidátka Koalice pro Karlovarský kraj (KDU-ČSL, SZ, OCJJ). Do krajského zastupitelstva se tak vrátila až po volbách v roce 2016, když kandidovala jako členka KDU-ČSL za subjekt "STAROSTOVÉ A NEZÁVISLÍ (STAN) s podporou KOA, KDU-ČSL a TOP 09". Ve volbách v roce 2020 mandát obhájila jako členka KDU-ČSL na kandidátce uskupení „Koalice ODS a KDU-ČSL s podporou Soukromníků“. V prosinci 2020 se navíc stala v rámci nově vyjednané krajské koalice radní pro oblast kultury a památkové péče.
Neúspěšně kandidovala i ve volbách do Poslanecké sněmovny PČR v roce 1996 a ve volbách do Poslanecké sněmovny PČR v roce 2010. Ve volbách do Poslanecké sněmovny PČR v roce 2013 kandidovala v Karlovarském kraji jako lídryně KDU-ČSL, ale neuspěla. Také ve volbách do Poslanecké sněmovny PČR v roce 2017 byla lídryní KDU-ČSL v Karlovarském kraji, avšak opět neuspěla.
Ve volbách do Poslanecké sněmovny PČR v roce 2021 kandidovala z pozice členky KDU-ČSL na 3. místě kandidátky koalice SPOLU (tj. ODS, KDU-ČSL a TOP 09) v Karlovarském kraji, ale nebyla zvolena. V krajských volbách v roce 2024 obhajovala z pozice členky KDU-ČSL post zastupitelky Karlovarského kraje, a to jako lídryně kandidátky subjektu „Koalice SNK 1 - Starostové našeho kraje a KDU-ČSL“. Uskupení získalo jen 2,29 % hlasů a do krajského zastupitelstva se vůbec nedostalo, mandát krajské zastupitelky se jí tak obhájit nepodařilo.
Ve volbách do Poslanecké sněmovny PČR v roce 2025 kandiduje z pozice členky KDU-ČSL na 3. místě kandidátky koalice SPOLU (tj. ODS, KDU-ČSL a TOP 09) v Karlovarském kraji.